# Eurete nipponica
Eurete nipponica är en svampdjursart som beskrevs av Okada 1932. Eurete nipponica ingår i släktet Eurete och familjen Euretidae.
Artens utbredningsområde är havet kring Japan. Inga underarter finns listade i Catalogue of Life.